# Aïn El Arbaa
Aïn El Arbaa (em árabe: عين الاربعاء) é um município localizado na província de Aïn Témouchent, no noroeste da Argélia. Em 2010, sua população era de 15 683 habitantes.